# Дарзалас
Дарзалас (Darzalas или Derzalas) е тракийски бог на подземния свят и плодородието, сходен с Кабир, чийто култ е засвидетелстван в древния град Одесос, днешна Варна.
Одесос е древногръцки полис, основан през VI век пр. Хр. от милетски колонисти. Става голям търговски център през V век пр. Хр. Преди основаването на гръцкия полис на мястото е съществувало тракийско рибарско и земеделско селище.
Тракийският бог Дарзалас е главното божество на Одесос, почитан като покровител на града. Представян е като зрял мъж с брада, полегнал на клине, държащ в ръката си рога на изобилието. В чест на Дарзалас били устройвани мистерии, шествия, игри и състезания, за които свидетелстват старогръцки и латински извори. В Одесос е имало и храм на Аполон, покровител на гръцките колонисти.

## Изследвания
- Герасимов, Т. Култова статуя на Великия бог Дарзалас в Одесос. – Изв. Варн. Археол. Друж., VIII, 1951, 65–72.
- Гочева, З. Култът на Великия бог в гръцките колонии по Западния бряг на Понта. – Sem. Thrac., ІІІ, 1998, 91–100.
- Гочева, З. Организация на религиозния живот в Одесос. – В: Bibliotheca Pontica. Боговете на Понта. Варна, 1998, 28–33.
- Гочева, З. Култът към Дарзалас в Североизточна България. – Годишник. Департамент Средиземноморски и Източни изследвания – НБУ. Т. 2, 2004. С., 2005.
- Лазаренко, И. Храмът на Великия бог Дарзалас според монетни изображения. – Във: Великотърновският университет „Св. св. Кирил и Методий“ и българската археология – 1. Велико Търново, 2010.